# Ludstone
Ludstone – osada w Anglii, w hrabstwie Shropshire, w dystrykcie (unitary authority) Shropshire. Leży 9 km od miasta Bridgnorth. W latach 1870–1872 miejscowość liczyła 95 mieszkańców.